# Internationaal Olympisch Comité

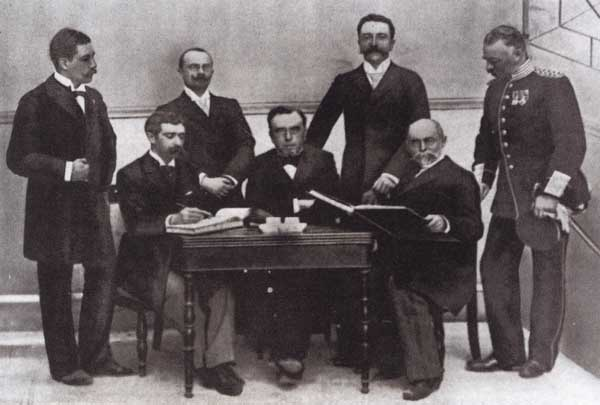
Zeven IOC-leden in 1896 in Athene. Staand v.l.n.r. Gebhardt, Guth-Jarkovsky, Kemeny, Balck. Zittend Coubertin, Vikelas, Boutowsky

Het Internationaal Olympisch Comité (IOC) is een niet-gouvernementele organisatie die gevestigd is in het Zwitserse Lausanne. Deze organisatie heeft het om de vier jaar organiseren van de Olympische Zomer- en Winterspelen tot doel. Vanaf 2010 vinden onder het toezicht van het IOC tevens de Olympische Jeugdspelen plaats, die zoals de Olympische Spelen voor volwassenen zijn opgesplitst in zomer- en winterspelen.

## Historie
De oprichter van het IOC was de Fransman en baron Pierre de Coubertin, samen met de Griek Demetrius Vikelas. Tijdens een sportcongres op de Sorbonne in Parijs, van 16 tot en met 23 juni 1894, besloten zij om de klassieke Olympische Spelen na 1500 jaar nieuw leven in te blazen. Dit congres werd later aangemerkt als eerste Olympische Congres. Coubertin hoopte door middel van sport landen en volken te verbroederen en zo de wereldvrede een handje te helpen. Om de Spelen te organiseren werd besloten tot oprichting van het Comité international olympique (CIO) (Engels: International Olympic Committee): het Internationaal Olympisch Comité (IOC).
Coubertin vond dat de leden van het comité indien mogelijk uit alle delen van de wereld moesten komen, zodat zij de Olympische gedachte konden verspreiden. Onderstaande tabel geeft de IOC-leden weer die bij de oprichting werden benoemd. Het ontbreken van een Duits lid was opvallend. De vijandige houding van het Franse volk ten aanzien van Duitsland kon door Coubertin moeilijk over het hoofd worden gezien. Gedurende de voorbereidingen voor de Spelen van 1896 werd het Duits Olympisch Comité opgericht, waarna het IOC niet meer om Duitsland heen kon. Voorzitter Vikelas benoemde Willibald Gebhardt in januari 1896 als lid. Het recht om nieuwe leden te benoemen lag echter bij Coubertin, die zijn toestemming pas twee maanden later verleende.

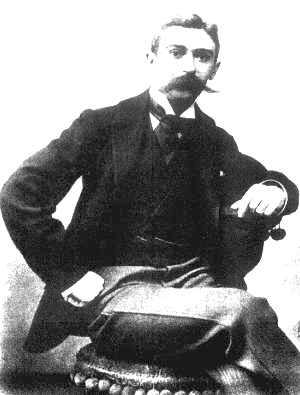
Pierre de Coubertin

| Naam                    | Land                | Functie         | Lid tot |
| ----------------------- | ------------------- | --------------- | ------- |
| Demetrius Vikelas       | Griekenland         | President       | 1897    |
| Pierre de Coubertin     | Frankrijk           | Hoofdsecretaris | 1925    |
| Ernest Callot           | Frankrijk           | Penningmeester  | 1912    |
| Viktor Balck            | Zweden              |                 | 1921    |
| Aleksey Boutowsky       | Keizerrijk Rusland  |                 | 1900    |
| Leonard Cuff            | Nieuw-Zeeland       |                 | 1905    |
| Jiri Guth-Jarkovsky     | Bohemen             |                 | 1943    |
| Charles Herbert         | Verenigd Koninkrijk |                 | 1906    |
| Ferenc Kemeny           | Hongarije           |                 | 1907    |
| Mario Lucchesi-Palli    | Italië              |                 | 1894    |
| Arthur Russell          | Verenigd Koninkrijk |                 | 1906    |
| William Milligan Sloane | Verenigde Staten    |                 | 1925    |
| José Benjamin Zubiaur   | Argentinië          |                 | 1907    |

### Olympische Spelen
De originele Olympische Spelen werden gehouden bij het Griekse Olympia, ter ere van de oppergod Zeus die daar woonde. De Romeinse keizer Theodosius I verbood, als onderdeel van zijn campagne tegen het heidendom, de Spelen in 393. Op 23 juni 1894 werd besloten om in 1896 de eerste moderne Olympische Spelen te organiseren in Athene. Coubertin wilde de Spelen tegelijk met wereldtentoonstelling van 1900 in Parijs houden. Omdat een periode van zes jaar de interesse zou verminderen, werd Athene, vanwege het Griekse olympische verleden, uiteindelijk gekozen als gaststad voor de Spelen van 1896.
De reacties op de Spelen van Athene waren erg positief, in die mate zelfs dat de Grieken voorstelden om de spelen voortaan altijd in Griekenland te organiseren. Maar dit plan ging niet door en Parijs werd aangewezen voor de Olympische Spelen van 1900. In 1921 besloot het IOC-congres tot de organisatie van een International Winter Sports Week, die georganiseerd zou worden door het land waar de Zomerspelen gehouden werden. Het evenement vond plaats in het Franse Chamonix-Mont-Blanc. Pas in 1926 besloot men deze 'week' (die eigenlijk 11 dagen duurde) officieel aan te wijzen als Olympische Winterspelen.

## Organisatiestructuur
Het dagelijks bestuur van het IOC wordt uitgeoefend door de onderstaande organen:
- President
- Uitvoerend Comité
- IOC Sessie

### President

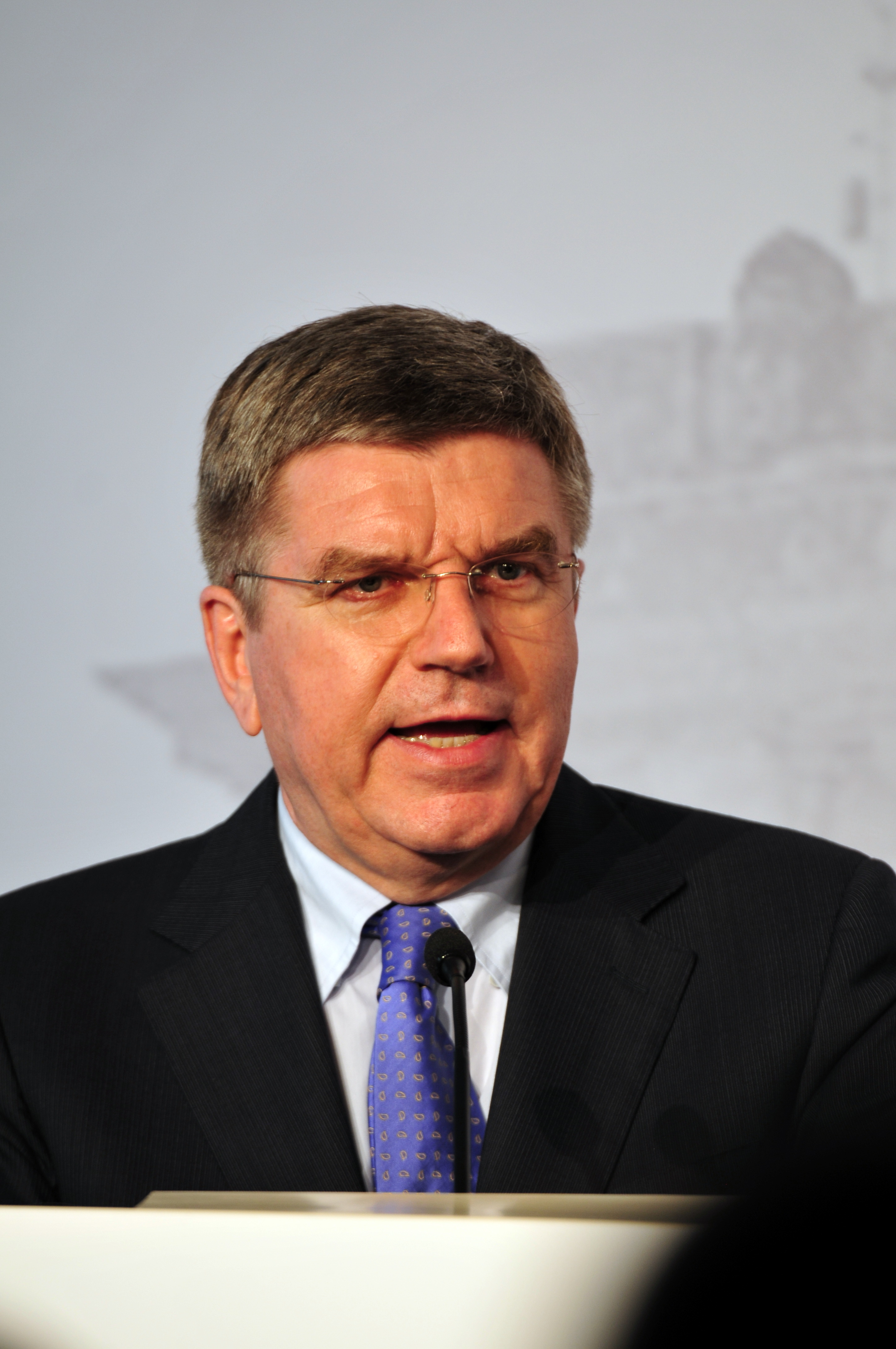
Thomas Bach, voorzitter van 10 september 2013 tot 24 juni 2025

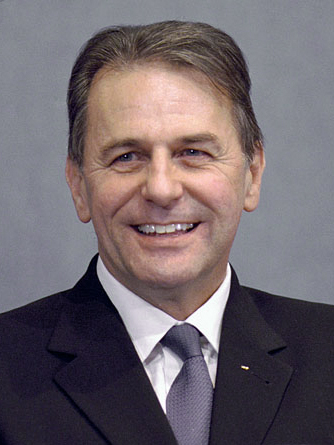
Jacques Rogge, voorzitter van 2001 tot 2013

oud-voorzitter Juan Antonio Samaranch

De president vertegenwoordigt het IOC en wordt sinds 1972 voor een termijn van acht jaar gekozen, door middel van een geheime stemming door alle IOC-leden. Na zijn eerste termijn kan deze nog met vier jaar verlengd worden. Jacques Rogge werd op 16 juli 2001 gekozen als opvolger van Juan Antonio Samaranch. Zijn termijn van acht jaar liep tot 2009, waarna hij werd herkozen, zonder tegenkandidaten. Samaranch werd voor zijn buitengewone werk voor het IOC benoemd tot erepresident voor het leven.
Op 10 september 2013 werd de Duitser Thomas Bach verkozen als negende voorzitter van het IOC als opvolger van Jacques Rogge.
Op 20 maart 2025 werd Kirsty Coventry  verkozen als tiende voorzitter van het IOC als opvolgster van Thomas Bach.  Ze werd daarmee de eerste vrouwelijke, jongste en Afrikaanse voorzitter in de 131 jarige geschiedenis van het IOC. 
Het voorzitterschap van Pierre de Coubertin werd onderbroken door de Eerste Wereldoorlog. Toen hij dienst nam in het Franse leger, werd zijn plaats tijdelijk ingenomen door de Zwitser Godefroy de Blonay.
| President               | Periode    |
| ----------------------- | ---------- |
| Demetrius Vikelas       | 1894-1896  |
| Pierre de Coubertin     | 1896-1925  |
| Henri de Baillet-Latour | 1925-1942  |
| Sigfrid Edström         | 1942-1952  |
| Avery Brundage          | 1952-1972  |
| Lord Killanin           | 1972-1980  |
| Juan Antonio Samaranch  | 1980-2001  |
| Jacques Rogge           | 2001-2013  |
| Thomas Bach             | 2013-2025  |
| Kirsty Coventry         | Sinds 2025 |

### Uitvoerend Comité
Het Uitvoerend Comité bestaat uit de voorzitter, vier vicepresidenten en tien gewone leden. 
De vice-presidenten zijn:
- Pierre-Olivier Beckers-Vieujant  (België)
- Gerardo Werthein (Argentinië)
- Juan Antonio Samaranch Salisachs (Spanje)
- Nawal El Moutawakel(Marokko)

De leden worden voor vier jaar gekozen bij geheime stemming. De commissie draagt onder meer zorg voor:
- De inachtneming van het Olympisch Handvest
- De interne organisatie en financiën van het IOC
- Het opstellen van de agenda voor de IOC Session
- De begeleiding van de selectieprocedure voor de kandidaten als gaststad van de Olympische Spelen

### IOC-sessie

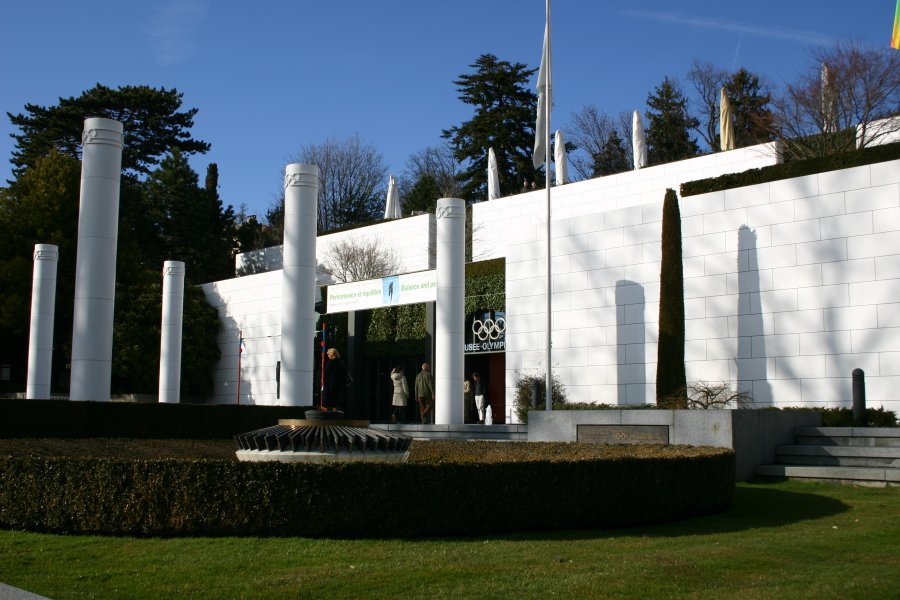
Het Olympisch museum in Lausanne

De IOC-sessie is de algemene vergadering van het IOC en het hoogste bestuursorgaan van het IOC dat alle belangrijke beslissingen neemt. De Vergadering bestaat uit alle IOC-leden, die tijdens stemmingen elk één stem hebben. De beslissingen van het congres zijn bindend. De twee- of driedaagse vergaderingen worden jaarlijks gehouden, óf na een oproep van de voorzitter of minimaal een derde van de leden. In een olympisch jaar worden de Spelen voorafgegaan door een vergadering. De vergadering beslist onder meer over de onderstaande onderwerpen:
- De keuze van een volgende gaststad voor de Olympische Spelen. Sinds 2012 kiezen ze hiermee tevens de volgende gaststad van de Paralympische Spelen aangezien de gaststad van de Olympische Spelen automatisch ook de gaststad wordt voor deze spelen die een maand na de Olympische Spelen plaatsvinden.
- Opname of uitsluiting van een sport van het olympisch programma
- Verkiezing van de voorzitter, de vice-voorzitters en de tien leden van het uitvoerend orgaan

### Belgische leden van het IOC
België wordt vertegenwoordigd door het BOIC (Belgisch Olympisch en Interfederaal Comité). Van 1991 tot 2004 en van 2012 tot 2013 had België twee afgevaardigden. Sinds 2013 heeft België weer een enkele afgevaardigde:
- Pierre-Olivier baron Beckers-Vieujant (2012- )

Voormalige Belgische leden:
- Maxime graaf de Bousies (1894-1901)
- Robert Reyntiens (1901-1903)
- Henri graaf de Baillet-Latour (1921-1942, voorzitter 1925-1942)
- Édouard baron de Laveleye (1919-1939)
- Gaston baron de Trannoy (1939-1957)
- Rodolphe William Seeldrayers (1946-1955)
- Prins Albert (1958-1964)
- Prins Alexandre de Merode (1964-2002)
- François baron Narmon (2002-2004)
- Jacques graaf Rogge (1991-2013, voorzitter 2001-2013)

### Nederlandse leden van het IOC
Voormalige Nederlandse leden:
- Frits baron van Tuyll van Serooskerken (1898-1924)
- Alphert baron Schimmelpenninck van der Oye (1925-1943)
- Pieter Scharroo (1924-1957)
- Charles Pahud de Mortanges (1946-1964)
- Herman van Karnebeek (1964-1977)
- Kees Kerdel (1977-1986)
- Els van Breda Vriesman-Commandeur (2001-2008), was lid als vertegenwoordiger van de internationale hockeybond
- Hein Verbruggen (1996-2008)
- Anton Geesink (1987-2010)
- Willem-Alexander der Nederlanden (1998-2013)
- Camiel Eurlings (2013-2018)

### Arubaanse leden van het IOC
- Nicole Hoevertsz (sinds 2006), vice-voorzitter (2021-2025)

### Commissies
De president van het IOC heeft de mogelijkheid om commissies in te stellen, die advies uitbrengen over bepaalde, gespecialiseerde onderwerpen. De samenstelling kan variëren: IOC-leden, vertegenwoordigers van sportbonden en nationale olympische comités, atleten, experts en specialisten. Onder Jacques Rogge waren er 20 commissies in functie. Er is onder meer, sinds 1981, een atletencommissie, waarvan de leden gekozen worden door hun collega-sporters. Naast het doen van aanbevelingen aan het bestuur worden er ook werkgroepen ingesteld, die overleggen met de organisatiecomités van de Spelen, om zo te zorgen dat er aan de wensen van de atleten wordt voldaan. Ook is er een medische commissie, die toezicht houdt op de gang van zaken rondom dopinggebruik.